# Hermann Anwander
Hermann Anwander war ein deutscher Skispringer.
Anwander sprang sein erstes internationales Turnier mit der Vierschanzentournee 1953. Er sprang dabei lediglich in Garmisch-Partenkirchen und erreichte den 23. Platz. Bei der Vierschanzentournee 1955/56 sprang er in Oberstdorf auf den 13. und in Bischofshofen auf den 11. Platz und erreichte am Ende den 9. Platz in der Tournee-Gesamtwertung. Bei der Vierschanzentournee 1959/60 erreichte er mit dem sechsten Platz in Oberstdorf das beste Einzelergebnis seiner Karriere bei der Vierschanzentournee. Zudem erreichte er am Ende der Tournee erneut den neunten Platz der Gesamtwertung. Sein letztes Springen bestritt er am 28. Dezember 1961 ebenfalls in Oberstdorf und erreichte dabei den 40. Platz.